# Erik De Clercq
Erik De Clercq (* 28. března 1941, Dendermonde, Východní Flandry, Belgie) je belgický lékař, mikrobiolog a imunolog. Podílel se na objevení léků proti HIV/AIDS. Spoluzaložil Mezinárodní společnost pro antivirový výzkum a stal se jejím druhým prezidentem.

## Život
Narodil se ve Vlámském regionu v Belgii ve městě Dendermonde. Jeho otec pracoval v továrně na hnojiva a o nedělích brával syna do laboratoří. Během školních let byl de Clercq výborným studentem a od střední školy doučoval své spolužáky. Poté, co vystudoval medicínu na Katolické univerzitě v Lovani, se zaměřil na výzkum v oboru mikrobiologie a imunologie na Rega institutu, kde od roku 1972 vedl Laboratoř virologie.

## Spolupráce s Antonínem Holým
S českým chemikem Antonínem Holým z pražského ÚOCHB byl v kontaktu od roku 1976, kdy se setkali na sympoziu v Göttingenu, a v rámci své spolupráce si zapsali celkem patnáct patentů. Objevili novou třídu antivirotik – acyklické nukleosidfosfonáty. Mezi nimi je asi nejvýznamnější Tenofovir, který se podílí na prevenci a léčbě AIDS a využít jej lze i proti hepatitidě B. Uplatnění této látky bylo navrženo pouhé dva roky poté, co byl HIV objeven. Holý, jakožto vynikající chemik, látky navrhoval, a mikrobiolog de Clercq je testoval proti virům, spolu tak dokázali položit základy antivirové léčby, a to hned u jednoho z nejnebezpečnějších a nejobávanějších onemocnění. Osobně se vídali jen zřídka na konferencích, a většina jejich spolupráce tak probíhala korespondenčně mezi Prahou a Lovaní.
Výroba jimi vynalezených antivirotik však nebyla pro farmaceutické společnosti příliš lákavá a společnost Bristol-Myers, která ji podporovala, později vývoj zastavila. V roce 1990 ale patenty skoupil malý podnik Gilead Sciences v čele s Johnem C. Martinem, jenž byl předtím u Bristol-Myers a který věřil v úspěch nových látek. Ten dokázal léčiva prosadit v globálním měřítku a v následujících letech se začaly objevovat léky běžně na trhu. Tuto trojici společníků (Holého, de Clercqa a Martina) označuje název „Holý Trinity“, jenž vymyslel de Clercq, když byl s Holým v Olomouci u Sloupu Nejsvětější Trojice.